# Norsk Folkeblad
Norsk Folkeblad (umgangssprachlich auch Folkebladet) war eine 1866–1873 in Kristiania (Oslo) erscheinende illustrierte Wochenschrift. Sie wurde zu Neujahr 1866 von dem Telegrafenbuchhalter O. Hansen und dem Sekretär Peder Olsen, dem späteren Gründer der ersten Zeitung namens Verdens Gang (1868–1923), ins Leben gerufen. 

## Geschichte
Nach dem Willen der Gründer sollte die Zeitschrift unpolitisch sein und Gewinn abwerfen. Olsen zeigte schon bei der Gründung des Norsk Folkeblad, „dass er die Kunst verstand, das Publikum an Bord zu holen. Der Gewinn der Zeitschrift sollte in einen möglichen Pensionsfonds für die norwegischen Grundschullehrer fließen, ein Lockmittel, das natürlich besonders geeignet war, Sympathien zu gewinnen und die Organisation unter den zahlreichen Lehrern zu verbreiten.“
Die ersten sieben Hefte des Jahres 1866 wurden von dem Kunsthistoriker Lorentz Dietrichson herausgegeben. Mit Heft Nr. 8 übernahm Bjørnstjerne Bjørnson am 3. März Herausgeberschaft und Redaktion. Damit war es mit der unpolitischen Linie vorbei. Der streitbare Literat, der die Redaktion des Aftenbladet in Unfrieden verlassen hatte müssen, hatte am 1. Januar 1865 die künstlerische Leitung des Christiania Theaters übernommen, und dass er „sich inmitten seiner Theatertätigkeit noch einmal in den Journalismus und die Politik gestürzt hatte“, fachte seinen permanenten Streit mit den Theaterbesitzern „über die Grenzen der Befugnisse des Intendanten“ noch an.
Zum Ende der Spielzeit 1867 trat er zurück und konzentrierte sich nun voll darauf, das Norsk Folkeblad zu einem Organ für den Kampf gegen die Unionspolitik zu machen. Mitstreiter in diesem publizistischen Kampf gegen eine engere Bindung des Königreichs Norwegen an die Schwedische Krone und für nationale Eigenständigkeit in kulturellen und politischen Belangen war der Regeringsadvokat (Kammerprokurator) Bernhard Dunker. In einem Brief aus dem Sommer 1868 schrieb Bjørnson: „Ich weiß nicht, was immer im Wege ist; aber alle meine guten Hoffnungen singen mir jetzt wie früher; ich glaube an dieses Land und seine großen Kräfte.“ (zitiert bei).
An der Finanzverwaltung des Norsk folkeblad hatte Bjørnson keinen Anteil; sie kann nicht gut gewesen sein, da die Zeitschrift im Herbst 1869 Konkurs anmelden musste. Bjørnson kaufte das insolvente Unternehmen mit eigenem Geld auf und führte die Zeitschrift bis Ende 1871 weiter. Die letzten beiden Jahre ihrer Existenz wurde die Zeitschrift vom Schriftsteller und Verleger Oluf Vilhelm Falck-Ytter geführt.